# Campeonato Asiático de Clubes de Voleibol Femenino
Es Campeonato Asiático de Clubes de Voleibol Femenino (oficialmente Asian Women's Club Volleyball Championship) es la máxima competición asiática de voleibol a nivel de clubes organizada por la CAV.

## Historia
La competición se juega anualmente desde el 1999 cuando se disputó la primera edición en la ciudad de Ubon Ratchathani ganada por el LG Caltex; en 2003 la competición fue suspendida a causa de la epidemia de SRAG en Asia. El equipo con más títulos en la competición es el Tianjin Bridgestone de China con 4 títulos. El ganador del campeonato participa en el Campeonato Mundial de Clubes de la FIVB junto a los campeones de los otros continentes.

## Campeones por temporada
| Año  | Campeón              | Finalista               | Tercero                   |
| ---- | -------------------- | ----------------------- | ------------------------- |
| 1999 | LG Caltex            | Aero Thai               | Shanghái                  |
| 2000 | Shanghai             | NEC Red Rockets         | Zhejiang Nandu            |
| 2001 | Shanghai             | Hisamitsu Springs       | Aero Thai                 |
| 2002 | Hisamitsu Springs    | BEC World               | Rahat Almaty              |
| 2004 | Rahat Almaty         | Bayi Yiyang             | Chung Shan                |
| 2005 | Tianjin Bridgestone  | Chung Shan              | Korea Highway Corporation |
| 2006 | Tianjin Bridgestone  | Chung Shan              | Sang Som                  |
| 2007 | Rahat CSKA           | Sang Som                | Hisamitsu Springs         |
| 2008 | Tianjin Bridgestone  | Sang Som                | Toray Arrows              |
| 2009 | Federbrau            | Tianjin Bridgestone     | Toray Arrows              |
| 2010 | Federbrau            | Zhetyssu Almaty         | JT Marvelous              |
| 2011 | Chang                | Tianjin Bridgestone     | Zhetyssu Almaty           |
| 2012 | Tianjin Bridgestone  | Toray Arrows            | Chang                     |
| 2013 | Guangdong Evergrande | Zhetyssu Almaty         | PFU BlueCats              |
| 2014 | Hisamitsu Springs    | Tianjin Bohai Bank      | Zhetyssu Taldykorgan      |
| 2015 | Bangkok Glass        | Hisamitsu Springs       | Zhejiang                  |
| 2016 | NEC Red Rockets      | Ba'yi Shenzhen          | Bangkok Glass             |
| 2017 | Supreme Chonburi     | Hisamitsu Springs       | Tianjin Bohai Bank        |
| 2018 | Supreme Chonburi     | NEC Red Rockets         | Jiangsu Zenith Steel      |
| 2019 | Tianjin Bohai Bank   | Supreme Chonburi        | Hisamitsu Springs         |
| 2021 | Altay                | Nakhon Ratchasima QminC | Supreme Chonburi          |
| 2022 | Kuanysh              | Altay                   | Diamond Food–Fine Chef    |
| 2023 | Sport Center 1       | Diamond Food–Fine Chef  | Liaoning Donghua          |

## Títulos por País
| País               | Oro | Plata | Bronce | Total |
| ------------------ | --- | ----- | ------ | ----- |
| China              | 8   | 5     | 6      | 19    |
| Tailandia          | 6   | 7     | 6      | 19    |
| Kazajistán         | 4   | 3     | 3      | 10    |
| Japón              | 3   | 6     | 6      | 15    |
| Corea del Sur      | 1   | -     | 1      | 2     |
| Vietnam            | 1   | -     | -      | 1     |
| República de China | -   | 2     | 1      | 3     |